# Ignacio Ibáñez
Ignacio Francisco Ibáñez Sagardoi (Pamplona, Navarra, 7 de mayo de 1964) es un exfutbolista navarro conocido como Iñaki Ibáñez, se desempeñaba como centrocampista. Actualmente es el delegado del Club Atlético Osasuna. Jugó en la selección española sub-21.

## Clubes
| Club        | País   | Año         |
| ----------- | ------ | ----------- |
| CA Osasuna  | España | 1983 - 1992 |
| Valencia CF | España | 1992 - 1994 |
| CA Osasuna  | España | 1994 - 1996 |

## Vida personal
Padre de tres hijas, Lorea Ibáñez, Haizea Ibáñez y Nahia Isabella Ibáñez.